# Памятник Шопену (Шанхай)

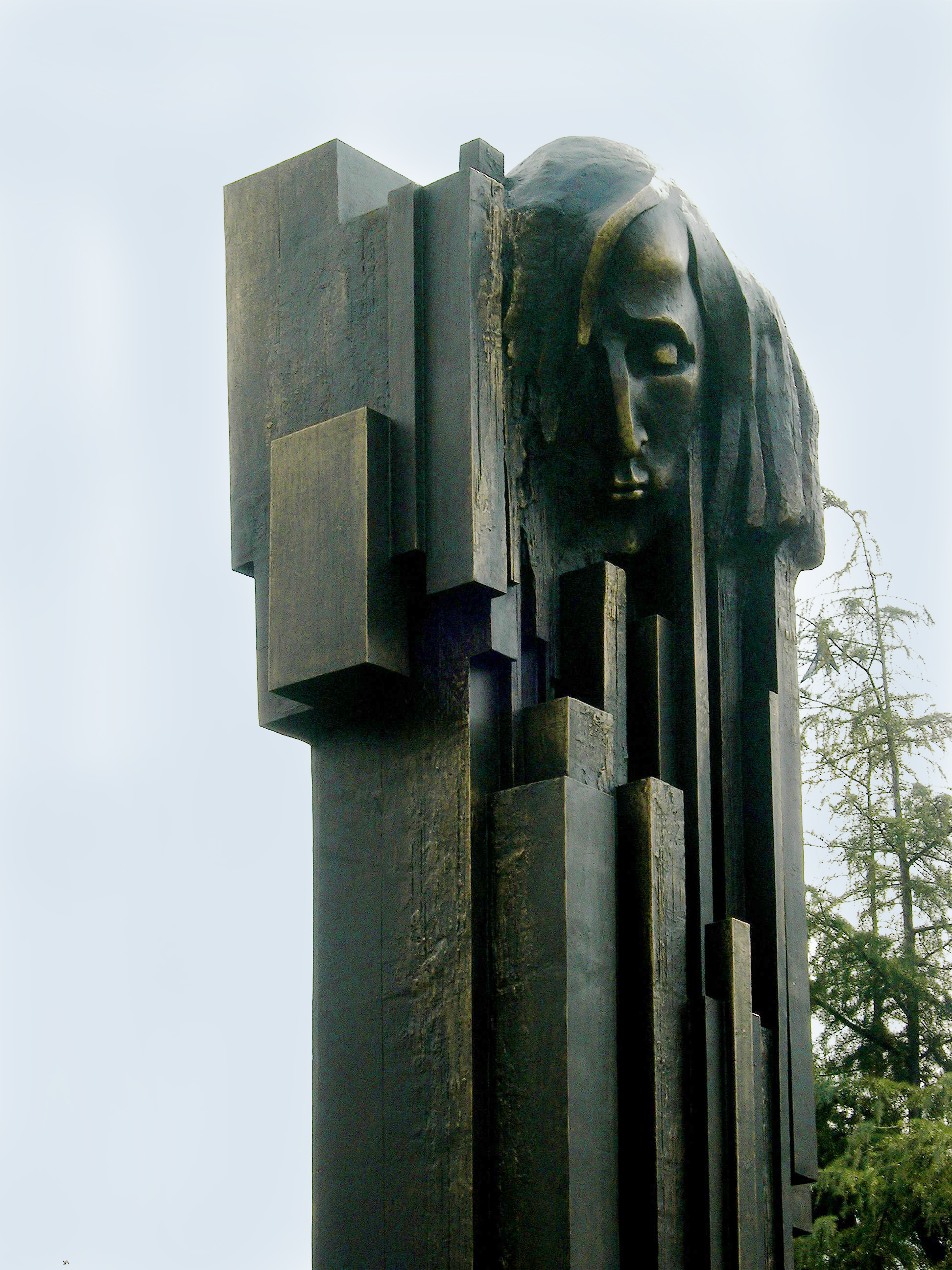
Фрагмент памятника Шопену

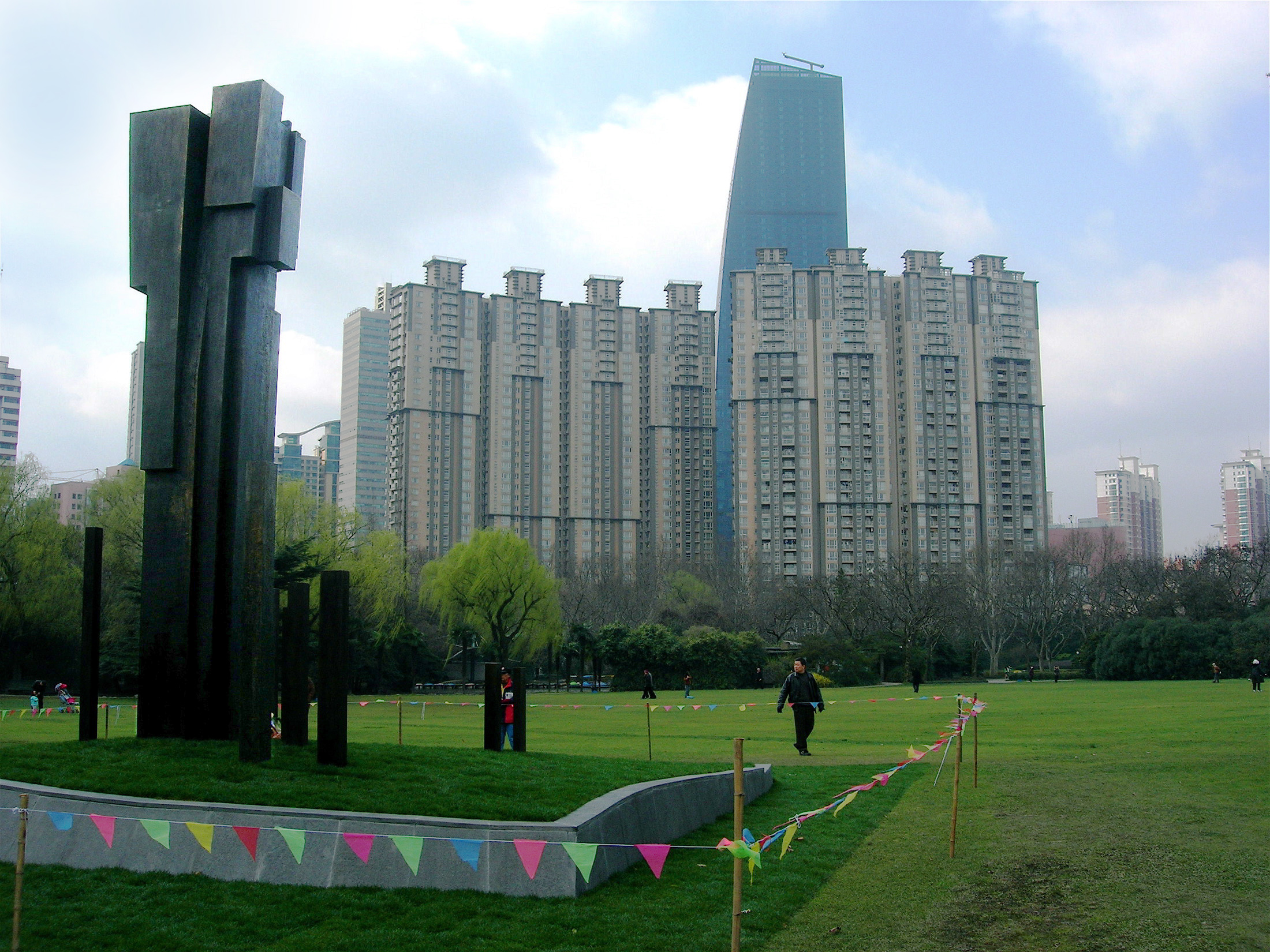
Вид парка перед памятником

Памятник Шопену  — монумент великому польскому композитору и пианисту-виртуозу в Шанхае (КНР).
Является самым большим в мире памятником Фридерику Шопену.
Открыт 3 марта 2007 года в самом центре Шанхая в одном из престижных городских парков им. Сунь Ятсена.
В шанхайском парке имеется также аллея имени Шопена, построен музей, посвящённый жизни и творчеству польского композитора.
Гигантская фигура великого польского композитора отлита в бронзе китайским скульптором Лу Пинь. Монумент высотой 6 м, а вместе с постаментом — 7 м.
Сооружён по инициативе Лу Пинь, которую поддержали власти Шанхая и министерство культуры Польши.
Памятник Фридерику Шопену — второй монумент в Шанхае, посвящённый иностранцу. Первым был бюст Александра Сергеевича Пушкина, сооружённый в 1930-х годах.